# Axiocteta metaleuca
Axiocteta metaleuca là một loài bướm đêm trong họ Erebidae.